# Пам'ятки Харцизька
На території Харцизької міськради Донецької області на обліку перебуває 29 пам'яток історії та монументального мистецтва.
| № пп | Охорон. номер | Найменування пам'ятки                                                          | Місцезнаходження пам'ятки                                              | Рік встановлення              | Автор                                                          | Рішення              |
| ---- | ------------- | ------------------------------------------------------------------------------ | ---------------------------------------------------------------------- | ----------------------------- | -------------------------------------------------------------- | -------------------- |
| 1.   | 641           | Братська могила радянських воїнів.                                             | вул. Вокзальна.                                                        | 1964 р. рек. 1967, 1975 р.    | Скульптор: Гонтар С. О. Архітектор: Циміданов Д. М.            | 17.12.1969 р. № 724  |
| 2.   | 652           | Пам'ятник Ніколєнку С. М., Герою Радянського Союзу, майору.                    | вул. Вокзальна.                                                        | 1971 р.                       | Скульптор: Пишний В. С. Архітектор: Фомічов В. П.              | 5.09.1973 р. № 475   |
| 3.   | 638           | Братська могила борців за Радянську владу.                                     | вул. Жовтнева,64                                                       | 1968 р.                       | -                                                              | 17.12.1969 р. № 724  |
| 4.   | 2972          | Могила Дегальцева Сергія Олександровича, воїна-афганця, рядового.              | міський цвинтар.                                                       | 1985 р.                       | -                                                              | 8.04.1992 р. № 92    |
| 5.   | 2970          | Могила Звонарьова С. Ю, воїна-афганця, лейтенанта.                             | міський цвинтар.                                                       | 1986 р.                       | -                                                              | 8.04.1992 р. № 92    |
| 6.   | 2969          | Могила Махлова С. В воїна-афганця, старшого лейтенанта.                        | міський цвинтар.                                                       | 1985 р.                       | -                                                              | 8.04.1992 р. № 92    |
| 7.   | 2971          | Могила Шершикова Є. Г, воїна-афганця, сержанта.                                | міський цвинтар.                                                       | 1984 р.                       | -                                                              | 8.04.1992 р. № 92    |
| 8.   | 640           | Братська могила радянських військовополонених.                                 | вул. Огарьова, 67.                                                     | 1964 р.                       | -                                                              | 17.12.1969 р. № 724  |
| 9.   | 643           | Братська могила радянських воїнів Південного фронту.                           | Зугресівська м/р, м. Зугрес, вул.. Корнієнко                           | 1953 р., рек 1975 р.          | Скульптор: Ясиненко М. С. Архітектор: Лукін А. Л.              | 5.09.1973 р. № 475   |
| 10.  | 642           | Братська могила мирних громадян.                                               | Зугресівська м/р, м. Зугрес, вул. Леніна.                              | 1949 р. рек. 1985 р.          | -                                                              | 5.09.1973 р. № 475   |
| 11.  | 651           | Пам'ятник воїнам-землякам, зокрема, Алехновичу Є. А., Герою Радянського Союзу. | Зугресівська м/р, м. Зугрес, вул. Леніна.                              | 1967 р.                       | Скульптор: Пишний В. С.                                        | 17.12.1969 р. № 724  |
| 12.  | 650           | Пам'ятник на честь воїнів-визволителів.                                        | Зугресівська м/р, м. Зугрес, вул. Станційна.                           | 1945 р.                       | -                                                              | 17.12.1969 р. № 724  |
| 13.  | 645           | Могила невідомого льотчика.                                                    | Іловайська м/р, м. Іловайськ.                                          | 1964 р.                       | -                                                              | 5.09.1973 р. № 475   |
| 14.  | 2974          | Могила Задорожнього А. Я., службовця Радянської Армії.                         | Іловайська м/р, м. Іловайськ, вул. Ломоносова, цвинтар.                | 1986 р.                       | -                                                              | 8.04.1992 р. № 92    |
| 15.  | 1755          | Братська могила мирних громадян і партизанів.                                  | Харцизьк м/р 2 км західніше м. Іловайськ                               | 1970 р. рек. 1979 р.          | -                                                              | 5.09.1973 р. № 475   |
| 16.  | 639           | Група могил радянських воїнів: Братські могили (3) Поодинокі могили (3)        | Іловайська м/р, м. Іловайськ, вул. Шевченка.                           | 1970 р.                       | Художники: ПолівановФ. П., Храмской В. М.                      | 17.12.1969 р. № 724  |
| 17.  | 1846          | Братська могила радянських воїнів Південного фронту.                           | Іловайська м/р, м. Іловайськ, пров. Щорса.                             | 1964 р.                       | -                                                              | 5.09.1973 р. № 475   |
| 18.  | 1847          | Братська могила радянських воїнів Південного фронту.                           | Іловайська м/р, м. Іловайськ, пров. Щорса.                             | 1964 р.                       | -                                                              | 5.09.1973 р. № 475   |
| 19.  | 644           | Могила Буракова Т. С., радянського воїна.                                      | Іловайська м/р, м. Іловайськ, пров. Щорса.                             | 1969 р.                       | -                                                              | 5.09.1973 р. № 475   |
| 20.  | 2973          | Могила Келемця П. С, воїна-афганця, рядового.                                  | Зуївська сел/р, смт Зуївка, вул. Ватутіна, цвинтар, півд.-зах. частина | 1989 р.                       | -                                                              | 8.04.1992 р. № 92    |
| 21.  | 649           | Братська могила червоногвардійців, радянських воїнів і партизанів.             | Зуївська сел/р, смт Зуївка, пл. Жовтневої революції.                   | 1948 р., 1965 р. рек. 1979 р. | -                                                              | 17.12.1969 р. № 724  |
| 22.  | 647           | Братська могила радянських воїнів Південного фронту, та партизан               | Троїцько-Харцизька сел/р, смт Троїцько-Харцизьк.                       | 1956 р.                       | -                                                              | 17.12.1969 р. № 724  |
| 23.  | 1908          | Пам'ятник Крупськой Н. К.                                                      | вул. Адамця, 113.                                                      | 1969 р.                       | -                                                              | 19.04.1983 р. № 280р |
| 24.  | 2043          | Пам'ятник льотчикам-землякам.                                                  | вул. Героїв.                                                           | 1980 р.                       | Архітектори Коваленко Л. В., Кравченко А. В.                   | 19.04.1983 р. № 280р |
| 25.  | 1849          | Пам'ятник В. І. Леніну                                                         | пл. ім. Леніна.                                                        | 1964 р., рек. 1987 р.         | Скульптор: Костін В. М., Костін А. В., Архітектор: Бучек В. С. | 17.12.1969 р. № 724  |
| 26.  | 1848          | Пам'ятник воїнам-землякам (шахтарям).                                          | Троїцько-Харцизька сел/р, смт Шахтне.                                  | 1974 р.                       | -                                                              | 13.04.1977 р. № 239  |
| 27.  | 2057          | Пам'ятник Космодем'янській Зої Олександрівні Герою Радянського Союзу.          | Зуївська сел/р, смт Зуївка, біля ЗОШ № 11.                             | 1975 р.                       | Скульптор Тихоненко А.І                                        | 7.07.1982 р. № 408   |
| 28.  | 655           | Пам'ятник загиблим воїнам-інтернаціоналістам                                   | на розі вул. Красіна та Адамця                                         | 2004                          |                                                                | 14.12.2006 № 25      |
| 29.  | 657           | Пам'ятник на місті розстрілу мирних мешканців м. Харцизьк                      | м. Харцизьк вул. Вокзальна                                             | 2003                          |                                                                | 14.12.2006 № 25      |
|      |               |                                                                                |                                                                        |                               |                                                                |                      |